# Serbische Fußballnationalmannschaft/Europameisterschaften
Der Artikel beinhaltet eine ausführliche Darstellung der serbischen Fußballnationalmannschaft bei Europameisterschaften und den Qualifikationen dazu. Die Mannschaft trat nach den Jugoslawienkriegen, der Unabhängigkeit der meisten Teilrepubliken und letztlich der Aufspaltung von Serbien und Montenegro in zwei Staaten die Nachfolge der serbisch-montenegrinischen Fußballnationalmannschaft an, die zuvor für die Föderative Volksrepublik Jugoslawien und die Sozialistische Föderative Republik Jugoslawien bei Fußball-Europameisterschaften angetreten war. Sie konnte sich erstmals 2023 für eine EM-Endrunde qualifizieren. Die Erfolge der jugoslawischen Mannschaft wurden von der UEFA zunächst der Bundesrepublik Jugoslawien, dann Serbien und Montenegro und nun Serbien zugerechnet. Erstmals nahm die Serbische Fußballnationalmannschaft an der Qualifikation für die EM 2008 teil.

## Übersicht
| Jahr | Gastgeberland          | Teilnahme bis …    | Letzte(r) Gegner             | Ergebnis | Trainer          | Bemerkungen und Besonderheiten |
| ---- | ---------------------- | ------------------ | ---------------------------- | -------- | ---------------- | --- |
| 2008 | Österreich und Schweiz | nicht qualifiziert |                              |          |                  | Bei der Auslosung der Qualifikation wurde die Mannschaft noch als Serbien und Montenegro berücksichtigt, nach der Abspaltung Montenegros von Serbien, trat Serbien an, das sich aber nicht qualifizieren konnte, da die Mannschaft an Polen und Portugal scheiterte. |
| 2012 | Polen und Ukraine      | nicht qualifiziert |                              |          |                  | In der Qualifikation an Italien und Estland gescheitert, das in den Play-offs scheiterte. |
| 2016 | Frankreich             | nicht qualifiziert |                              |          |                  | Als Gruppenvierter der Qualifikation hinter Portugal, Albanien und Dänemark ausgeschieden. |
| 2021 | Europa                 | nicht qualifiziert |                              |          |                  | In der Qualifikation zunächst hinter der Ukraine und Portugal die direkte Qualifikation verpasst. In den Play-offs an Schottland gescheitert. |
| 2024 | Deutschland            | Vorrunde           | England, Slowenien, Dänemark | 19.      | Dragan Stojković | Als Gruppenzweiter hinter Ungarn direkt qualifiziert. |

## Endrunden mit 16 Teilnehmern

### EM 2008
Bei der Auslosung der Qualifikation zur Europameisterschaft 2008 befand sich auch das Los mit der Mannschaft von Serbien und Montenegro in einem Lostopf und wurde der Gruppe A mit Portugal zugelost. Da sich die Bevölkerung Montenegros in einem Referendum am 21. Mai 2006 für die Unabhängigkeit von Serbien ausgesprochen hatte, wurde die gemeinsame Nationalmannschaft aufgelöst, nachdem diese bei der WM 2006 mit einem Spiel gegen die Elfenbeinküste ihr letztes Länderspiel bestritt. Serbien übernahm den Platz von Serbien und Montenegro, konnte sich aber nicht für die EM-Endrunde qualifizieren. Hinter Polen und Portugal belegten die Serben nur den dritten Platz. Montenegro trat erstmals vier Jahre später zu einer EM-Qualifikation an, konnte sich aber bisher noch nicht qualifizieren.

### EM 2012
Vier Jahre später trafen sie in der Qualifikation auf Italien, Estland, Slowenien, Nordirland und die Färöer. Hinter den dominierenden Italienern lieferten sie sich mit Estland bis zum letzten Spieltag einen Kampf um den zweiten Platz. Durch eine 0:1-Niederlage in Slowenien bei einem parallelen Sieg von Estland in Nordirland, verloren die Serben den Kampf um den Play-off-Platz. Die Esten scheiterten in den Play-offs dann aber an Irland.

## Endrunden mit 24 Teilnehmern

### EM 2016
Für die dritte Endrunde in Frankreich – Jugoslawien hatte an den beiden vorherigen 1960 und 1980 teilgenommen – konnten sich die Serben auch nicht qualifizieren. Qualifikationsgegner waren Portugal, Albanien, Dänemark und Armenien. Die Serben starteten mit einem 1:1 in Armenien und hatten am 14. Oktober 2014 Albanien zu Gast. Das Spiel wurde beim Stand von 0:0 abgebrochen und mit 3:0 Toren für Albanien gewertet. Serbien wurden zudem wegen der Vorfälle um das Spiel drei Punkte abgezogen. Das Urteil fiel durch den internationalen Sportgerichtshof (CAS), welcher damit eine Entscheidung der UEFA teilweise revidierte. Da sie danach nur die Spiele gegen Armenien und in Albanien gewinnen konnten, gegen Dänemark und Portugal aber beide Spiele verloren, reichte es nur zum vierten Platz. Für Albanien bedeuteten die drei Punkte für den Spielabbruch den zweiten Platz hinter Portugal und die erstmalige Qualifikation für ein großes Turnier. Indirekt Benachteiligte waren die Dänen, die mit zwei Punkten weniger Dritte wurden und anschließend in den Play-offs an Schweden scheiterten.

### EM 2021
Für die erste paneuropäische EM-Endrunde hatte sich zunächst auch Serbien mit dem Stadion Rajko Mitić beworben, die Bewerbung dann aber zurückgezogen. In der Qualifikation, an der auch alle Ausrichter von Spielen teilnehmen mussten, trafen die Serben wieder auf Portugal, zudem die Ukraine, Luxemburg und Litauen. Die Serben starteten mit einem 1:1 in Portugal, verloren dann aber mit 0:5 in der Ukraine. Nach einem 4:1 gegen Litauen, das kein Spiel gewinnen konnte, verloren sie daheim mit 2:4 gegen Portugal. Die danach folgenden drei Siege und das Remis im letzten Spiel gegen die Ukraine reichte dann nur zum dritten Platz. Dieser berechtigte aber zur Teilnahme an den Play-offs, in denen sie zunächst in Norwegen mit 2:1 nach Verlängerung gewannen, dann aber in Belgrad den Schotten nach einem 1:1 nach Verlängerung im Elfmeterschießen unterlagen.

### EM 2024
Für die zweite EM-Endrunde in Deutschland konnten sich die Serben dann aber qualifizieren. In einer Gruppe mit Ungarn, Montenegro, Litauen und Bulgarien wurden sie Zweite. Mit vier Siegen, zwei Remis und zwei Niederlagen gegen Gruppensieger Ungarn konnten sie sich das Endrunden-Ticket vor Montenegro sichern. Bei der Endrunde treffen sie auf Dänemark, England und Slowenien.

## Spiele
| Alle EM-Spiele |            |        |           |   |                                    |                |             |
| Nr.            | Datum      | Gegner | Ergebnis  |   | Anlass                             | Austragungsort | Bemerkungen |
| 1              | 16.06.2024 | 0:1    | England   | * | Gelsenkirchen (DEU), Veltins-Arena | Vorrunde       |             |
| 2              | 20.06.2024 | 1:1    | Slowenien | * | München (DEU), Allianz Arena       | Vorrunde       |             |
| 3              | 25.06.2024 | 0:0    | Dänemark  | * | München (DEU), Allianz Arena       | Vorrunde       |             |